# Gouvernement Abe III
État du Japon
96e cabinet
(Shinzō Abe) 98e cabinet
(Shinzō Abe)
Le gouvernement Abe III (第3次 安倍 内閣, Dai-san-ji Abe Naikaku) est le 97e cabinet (第97代 内閣, dai-kyū-jū-shichi-dai Naikaku) de l'État du Japon, nommé le 24 décembre 2014 par le nouveau Premier ministre Shinzō Abe et officiellement investi par l'empereur le jour même. Il s'agit de la troisième administration formée par Shinzō Abe, sept ans après la fin de la première qui a duré de 2006 à 2007 et succédant à la deuxième qui a duré de 2012 à 2014. Sa formation fait suite aux élections législatives du 14 décembre 2014, lors desquelles le Parti libéral-démocrate (PLD) et le Kōmeitō ont conservé la majorité. Il est remanié le 7 octobre 2015, puis de nouveau le 3 août 2016 après les élections à la Chambre des conseillers et enfin le 3 août 2017 à la suite de mauvais résultats obtenus par le PLD lors des élections à l'Assemblée métropolitaine de Tokyo.

## Composition
Les membres maintenus à leurs postes sont indiqués en gras, ceux ayant changé d'attribution en italique.

### Premier ministre
| fonction         | Personnalité | Parti | Faction  | Diète        | Circonscription                       |
| ---------------- | ------------ | ----- | -------- | ------------ | ------------------------------------- |
| Premier ministre | Shinzō Abe   | PLD   | (Hosoda) | Représentant | Préfecture de Yamaguchi (4e district) |

### Composition initiale (24 décembre 2014 - 7 octobre 2015)

#### Vice-Premier ministre
| fonction | Personnalité | Parti | Faction | Diète        | Circonscription       |
| --- | ------------ | ----- | ------- | ------------ | --------------------- |
| Ministre d'État désigné selon l'article 9 de la loi du Cabinet (vice-Premier ministre) Ministre des Finances également ministre d'État chargé des Services financiers et chargé de la Déflation | Tarō Asō     | PLD   | Asō     | Représentant | Fukuoka (8e district) |

#### Ministres, chefs d'un ministère
| fonction | Personnalité                           | Parti   | Faction  | Diète         | Circonscription              |
| --- | -------------------------------------- | ------- | -------- | ------------- | ---------------------------- |
| Ministre des Affaires intérieures et des Communications | Sanae Takaichi                         | PLD     | -        | Représentante | Nara (2e district)           |
| Ministre de la Justice | Yōko Kamikawa                          | PLD     | Kishida  | Représentante | Shizuoka (1er district)      |
| Ministre des Affaires étrangères | Fumio Kishida                          | PLD     | Kishida  | Représentant  | Hiroshima (1er district)     |
| Ministre de l'Éducation, de la Culture, des Sports, des Sciences et de la Technologie et chargé de la Réhabilitation de l'éducation et des Jeux olympiques et paralympiques de Tokyo                                                | Hakubun Shimomura                      | PLD     | Hosoda   | Représentant  | Tokyo (11e district)         |
| Ministre de la Santé, du Travail et des Affaires sociales | Yasuhisa Shiozaki                      | PLD     | Kishida  | Représentant  | Ehime (1er district)         |
| Ministre de l'Agriculture, des Forêts et de la Pêche | Kōya Nishikawa (démission, 23/02/2015) | PLD     | Nikai    | Représentant  | Nord Kantō (proportionnelle) |
| Ministre de l'Agriculture, des Forêts et de la Pêche | Yoshimasa Hayashi                      | PLD     | Kishida  | Conseiller    | préfecture de Yamaguchi      |
| Ministre de l'Économie, du Commerce et de l'Industrie également ministre d'État chargé des Compensations de l'accident nucléaire et chargé des Conséquences économiques de l'Accident nucléaire et de la Compétitivité industrielle | Yōichi Miyazawa                        | PLD     | Kishida  | Conseiller    | Préfecture de Hiroshima      |
| Ministre du Territoire, des Infrastructures, des Transports et du Tourisme également chargé de la Politique de l'eau | Akihiro Ōta                            | Kōmeitō | -        | Représentant  | Tokyo (12e district)         |
| Ministre de l'Environnement également ministre d'État chargé de la Prévention des catastrophes nucléaires | Yoshio Mochizuki                       | PLD     | Kishida  | Représentant  | Shizuoka (4e district)       |
| Ministre de la Défense également chargé de la Législation de sécurité | Gen Nakatani                           | PLD     | Tanigaki | Représentant  | Kōchi (1er district)         |

#### Chef du secrétariat et du bureau du Cabinet
| fonction                                                                             | Personnalité   | Parti | Faction | Diète        | Circonscription        |
| ------------------------------------------------------------------------------------ | -------------- | ----- | ------- | ------------ | ---------------------- |
| Secrétaire général du Cabinet et chargé de la Réduction du poids des bases d'Okinawa | Yoshihide Suga | PLD   | -       | Représentant | Kanagawa (2e district) |

#### Ministres d'État ne dirigeant pas un ministère
| fonction | Personnalité        | Parti | Faction | Diète        | Circonscription           |
| --- | ------------------- | ----- | ------- | ------------ | ------------------------- |
| Ministre de la Reconstruction également chargé de la planification des Réponses à l'Accident nucléaire de Fukushima | Wataru Takeshita    | PLD   | Nukaga  | Représentant | Shimane (2e district)     |
| Ministre d'État, présidente de la Commission nationale de sécurité publique Ministre d'État chargée de la Gestion des catastrophes également chargée de la question des Enlèvements, de la consolidation du Territoire, de la Politique océanique et des Disputes territoriales                                         | Eriko Yamatani      | PLD   | Hosoda  | Conseillère  | Proportionnelle nationale |
| Ministre d'État chargé d'Okinawa et des Territoires du Nord Ministre d'État chargée de la Sécurité alimentaire et de la Consommation Ministre d'État chargé de la Politique scientifique et technologique Ministre d'État chargé de la Politique spatiale également chargé des TIC, de Cool Japan et de Challenge Again | Shun’ichi Yamaguchi | PLD   | Asō     | Représentant | Tokushima (2e district)   |
| Ministre d'État chargée de la Réforme réglementaire Ministre d'État chargée des mesures contre la Dénatalité Ministre d'État chargée de l'Égalité sociale et des sexes également chargée de la Réforme administrative, des Employées féminines et de la Fonction publique                                               | Haruko Arimura      | PLD   | Ōshima  | Conseillère  | Proportionnelle nationale |
| Ministre d'État chargé de la Politique économique et fiscale également chargé de la Renaissance économique et de la Réforme globale de la Fiscalité et de la Sécurité sociale | Akira Amari         | PLD   | -       | Représentant | Kanagawa (13e district)   |
| Ministre d'État chargé des Zones spéciales de stratégie nationale également chargé de la Création des Régions | Shigeru Ishiba      | PLD   | -       | Représentant | Tottori (1er district)    |

### Composition à la suite du premier remaniement (du 7 octobre 2015 au 3 août 2016)
Les membres maintenus à leurs postes sont indiqués en gras, ceux ayant changé d'attribution en italique.

#### Vice-Premier ministre
| fonction | Personnalité | Parti | Faction | Diète        | Circonscription       |
| --- | ------------ | ----- | ------- | ------------ | --------------------- |
| Ministre d'État désigné selon l'article 9 de la loi du Cabinet (vice-Premier ministre) Ministre des Finances également ministre d'État chargé des Services financiers et chargé de la Déflation | Tarō Asō     | PLD   | Asō     | Représentant | Fukuoka (8e district) |

#### Ministres, chefs d'un ministère
| fonction | Personnalité      | Parti   | Faction  | Diète         | Circonscription              |
| --- | ----------------- | ------- | -------- | ------------- | ---------------------------- |
| Ministre des Affaires intérieures et des Communications | Sanae Takaichi    | PLD     | -        | Représentante | Nara (2e district)           |
| Ministre de la Justice | Mitsuhide Iwaki   | PLD     | Hosoda   | Conseiller    | Préfecture de Fukushima      |
| Ministre des Affaires étrangères | Fumio Kishida     | PLD     | Kishida  | Représentant  | Hiroshima (1er district)     |
| Ministre de l'Éducation, de la Culture, des Sports, des Sciences et de la Technologie et chargé de la Réhabilitation de l'éducation                                                                                                 | Hiroshi Hase      | PLD     | Hosoda   | Représentant  | Ishikawa (1er district)      |
| Ministre de la Santé, du Travail et des Affaires sociales | Yasuhisa Shiozaki | PLD     | Kishida  | Représentant  | Ehime (1er district)         |
| Ministre de l'Agriculture, des Forêts et de la Pêche | Hiroshi Moriyama  | PLD     | Ishihara | Représentant  | Kagoshima (5e district)      |
| Ministre de l'Économie, du Commerce et de l'Industrie également ministre d'État chargé des Compensations de l'accident nucléaire et chargé des Conséquences économiques de l'Accident nucléaire et de la Compétitivité industrielle | Motoo Hayashi     | PLD     | Nikai    | Représentant  | Chiba (7e district)          |
| Ministre du Territoire, des Infrastructures, des Transports et du Tourisme également chargé de la Politique de l'eau | Keiichi Ishii     | Kōmeitō | -        | Représentant  | Nord Kantō (proportionnelle) |
| Ministre de l'Environnement également ministre d'État chargée de la Prévention des catastrophes nucléaires | Tamayo Marukawa   | PLD     | Hosoda   | Conseillère   | Préfecture de Tōkyō          |
| Ministre de la Défense également chargé de la Législation de sécurité | Gen Nakatani      | PLD     | Tanigaki | Représentant  | Kōchi (1er district)         |

#### Chef du secrétariat et du bureau du Cabinet
| fonction                                                                             | Personnalité   | Parti | Faction | Diète        | Circonscription        |
| ------------------------------------------------------------------------------------ | -------------- | ----- | ------- | ------------ | ---------------------- |
| Secrétaire général du Cabinet et chargé de la Réduction du poids des bases d'Okinawa | Yoshihide Suga | PLD   | -       | Représentant | Kanagawa (2e district) |

#### Ministres d'État ne dirigeant pas un ministère
| fonction | Personnalité                        | Parti | Faction  | Diète        | Circonscription                    |
| --- | ----------------------------------- | ----- | -------- | ------------ | ---------------------------------- |
| Ministre de la Reconstruction également chargé de la planification des Réponses à l'Accident nucléaire de Fukushima | Tsuyoshi Takagi                     | PLD   | Hosoda   | Représentant | Fukui (2e district)                |
| Ministre d'État, président de la Commission nationale de sécurité publique Ministre d'État chargé de la Sécurité alimentaire et de la Consommation Ministre d'État chargé de la Réforme réglementaire Ministre d'État chargé de la Gestion des catastrophes également chargé de la Réforme administrative et de la Fonction publique | Tarō Kōno                           | PLD   | Asō      | Représentant | Kanagawa (15e district)            |
| Ministre d'État chargée d'Okinawa et des Territoires du Nord Ministre d'État chargée de la Politique scientifique et technologique Ministre d'État chargée de la Politique spatiale également chargée de la Politique océanique et des affaires territoriales, des TIC et de Cool Japan                                              | Aiko Shimajiri                      | PLD   | Nukaga   | Conseillère  | Préfecture d'Okinawa               |
| Ministre d'État chargé de la Politique économique et fiscale également chargé de la Renaissance économique et de la Réforme globale de la Fiscalité et de la Sécurité sociale | Akira Amari (démission, 28/01/2016) | PLD   | -        | Représentant | Kanagawa (13e district)            |
| Ministre d'État chargé de la Politique économique et fiscale également chargé de la Renaissance économique et de la Réforme globale de la Fiscalité et de la Sécurité sociale | Nobuteru Ishihara                   | PLD   | Ishihara | Représentant | Tokyo (8e district)                |
| Ministre d'État chargé des mesures contre la Dénatalité Ministre d'État chargé de l'Égalité sociale et des sexes également chargé du Programme pour atteindre 100 millions d'actifs, de la Promotion de la mise en activité des Femmes, de Challenge Again, de la question des Enlèvements et de la consolidation du Territoire      | Katsunobu Katō                      | PLD   | Nukaga   | Représentant | Préfecture d'Okayama (5e district) |
| Ministre d'État chargé des Zones spéciales de stratégie nationale également chargé de la Création des Régions | Shigeru Ishiba                      | PLD   | -        | Représentant | Tottori (1er district)             |
| Ministre d'État chargé des Jeux olympiques et paralympiques de Tokyo | Toshiaki Endō                       | PLD   | Tanigaki | Représentant | Yamagata (1er district)            |

### Composition à la suite du deuxième remaniement (à partir du 3 août 2016)
Les membres maintenus à leurs postes sont indiqués en gras, ceux ayant changé d'attribution en italique.

#### Vice-Premier ministre
| fonction | Personnalité | Parti | Faction | Diète        | Circonscription       |
| --- | ------------ | ----- | ------- | ------------ | --------------------- |
| Ministre d'État désigné selon l'article 9 de la loi du Cabinet (Vice-Premier ministre) Ministre des Finances également ministre d'État chargé des Services financiers et chargé de la Déflation | Tarō Asō     | PLD   | Asō     | Représentant | Fukuoka (8e district) |

#### Ministres, chefs d'un ministère
| fonction | Personnalité      | Parti   | Faction  | Diète         | Circonscription              |
| --- | ----------------- | ------- | -------- | ------------- | ---------------------------- |
| Ministre des Affaires intérieures et des Communications Ministre d'État chargée du système My Number | Sanae Takaichi    | PLD     | -        | Représentante | Nara (2e district)           |
| Ministre de la Justice | Katsutoshi Kaneda | PLD     | Nukaga   | Représentant  | Akita (2e district)          |
| Ministre des Affaires étrangères | Fumio Kishida     | PLD     | Kishida  | Représentant  | Hiroshima (1er district)     |
| Ministre de l'Éducation, de la Culture, des Sports, des Sciences et de la Technologie et chargé de la Réhabilitation de l'éducation | Hirokazu Matsuno  | PLD     | Hosoda   | Représentant  | Chiba (3e district)          |
| Ministre de la Santé, du Travail et des Affaires sociales | Yasuhisa Shiozaki | PLD     | -        | Représentant  | Ehime (1er district)         |
| Ministre de l'Agriculture, des Forêts et de la Pêche | Yūji Yamamoto     | PLD     | Ishiba   | Représentant  | Kōchi (2e district)          |
| Ministre de l'Économie, du Commerce et de l'Industrie Ministre d'État chargé des Compensations de l'accident nucléaire et chargé de la Compétitivité industrielle et des Conséquences économiques de l'Accident nucléaire et de la Compétitivité industrielle | Hiroshige Sekō    | PLD     | Hosoda   | Conseiller    | Préfecture de Wakayama       |
| Ministre du Territoire, des Infrastructures, des Transports et du Tourisme également chargé de la Politique de l'eau | Keiichi Ishii     | Kōmeitō | -        | Représentant  | Nord Kantō (proportionnelle) |
| Ministre de l'Environnement Ministre d'État chargé de la Prévention des catastrophes nucléaires | Kōichi Yamamoto   | PLD     | Tanigaki | Représentant  | Ehime (4e district)          |
| Ministre de la Défense | Tomomi Inada      | PLD     | Hosoda   | Représentante | Fukui (1er district)         |

#### Chef du secrétariat et du bureau du Cabinet
| fonction                                                                             | Personnalité   | Parti | Faction | Diète        | Circonscription        |
| ------------------------------------------------------------------------------------ | -------------- | ----- | ------- | ------------ | ---------------------- |
| Secrétaire général du Cabinet et chargé de la Réduction du poids des bases d'Okinawa | Yoshihide Suga | PLD   | -       | Représentant | Kanagawa (2e district) |

#### Ministres d'État ne dirigeant pas un ministère
| fonction | Personnalité      | Parti | Faction  | Diète        | Circonscription                    |
| --- | ----------------- | ----- | -------- | ------------ | ---------------------------------- |
| Ministre de la Reconstruction également chargé de la planification des Réponses à l'Accident nucléaire de Fukushima | Masahiro Imamura  | PLD   | Nikai    | Représentant | Kyūshū (Proportionnelle)           |
| Ministre d'État, président de la Commission nationale de sécurité publique Ministre d'État chargé de la Sécurité alimentaire et de la Consommation Ministre d'État chargé de la Gestion des catastrophes également chargé de la Politique océanique et des affaires territoriales et de la consolidation du Territoire | Jun Matsumoto     | PLD   | Asō      | Représentant | Kanagawa (1er district)            |
| Ministre d'État chargé d'Okinawa et des Territoires du Nord Ministre d'État chargé de Cool Japan Ministre d'État chargé de la Propriété intellectuelle Ministre d'État chargé de la Politique scientifique et technologique Ministre d'État chargé de la Politique spatiale également chargé des TIC                   | Yōsuke Tsuruho    | PLD   | Nikai    | Conseiller   | Préfecture de Wakayama             |
| Ministre d'État chargé de la Politique économique et fiscale également chargé de la Renaissance économique et de la Réforme globale de la Fiscalité et de la Sécurité sociale | Nobuteru Ishihara | PLD   | Ishihara | Représentant | Tokyo (8e district)                |
| Ministre d'État chargé des mesures contre la Dénatalité Ministre d'État chargé de l'Égalité sociale et des sexes également chargé du Programme pour atteindre 100 millions d'actifs, de la Réforme du travail, de la Promotion de la mise en activité des Femmes, de Challenge Again et de la question des Enlèvements | Katsunobu Katō    | PLD   | Nukaga   | Représentant | Préfecture d'Okayama (5e district) |
| Ministre d'État chargé de la Création des Régions Ministre d'État chargé de la Réforme réglementaire également chargé de la Promotion des Emplois - Habitants - Bourgs, de la Réforme administrative et du système de Service civil national                                                                           | Kōzō Yamamoto     | PLD   | Kishida  | Représentant | Fukuoka (10e district)             |
| Ministre d'État chargée des Jeux olympiques et paralympiques de Tokyo | Tamayo Marukawa   | PLD   | Hosoda   | Conseillère  | Tokyo                              |

### Composition à la suite du troisième remaniement (à partir du 3 août 2017)
Les membres maintenus à leurs postes sont indiqués en gras, ceux ayant changé d'attribution en italique.

#### Vice-Premier ministre
| fonction | Personnalité | Parti | Faction | Diète        | Circonscription       |
| --- | ------------ | ----- | ------- | ------------ | --------------------- |
| Ministre d'État désigné selon l'article 9 de la loi du Cabinet (Vice-Premier ministre) Ministre des Finances également ministre d'État chargé des Services financiers et chargé de la Déflation | Tarō Asō     | PLD   | Asō     | Représentant | Fukuoka (8e district) |

#### Ministres, chefs d'un ministère
| fonction | Personnalité      | Parti   | Faction | Diète         | Circonscription                    |
| --- | ----------------- | ------- | ------- | ------------- | ---------------------------------- |
| Ministre des Affaires intérieures et des Communications Ministre d'État chargée du système My Number également chargée de l'Emploi des femmes | Seiko Noda        | PLD     | -       | Représentante | Gifu (1er district)                |
| Ministre de la Justice | Yōko Kamikawa     | PLD     | Kishida | Représentante | Shizuoka (1er district)            |
| Ministre des Affaires étrangères | Tarō Kōno         | PLD     | Asō     | Représentant  | Kanagawa (15e district)            |
| Ministre de l'Éducation, de la Culture, des Sports, des Sciences et de la Technologie et chargé de la Réhabilitation de l'éducation | Yoshimasa Hayashi | PLD     | Kishida | Conseiller    | Préfecture de Yamaguchi            |
| Ministre de la Santé, du Travail et des Affaires sociales également ministre d'État chargé de la question des Enlèvements et de la Réforme des formes de travail | Katsunobu Katō    | PLD     | Nukaga  | Représentant  | Préfecture d'Okayama (5e district) |
| Ministre de l'Agriculture, des Forêts et de la Pêche | Ken Saitō         | PLD     | Ishiba  | Représentant  | Chiba (7e district)                |
| Ministre de l'Économie, du Commerce et de l'Industrie Ministre d'État chargé des Compensations de l'accident nucléaire également chargé de la Compétitivité industrielle, de la Coopération économique avec la Russie et des Conséquences économiques de l'Accident nucléaire | Hiroshige Sekō    | PLD     | Hosoda  | Conseiller    | Préfecture de Wakayama             |
| Ministre du Territoire, des Infrastructures, des Transports et du Tourisme également chargé de la Politique de l'eau | Keiichi Ishii     | Kōmeitō | -       | Représentant  | Nord Kantō (proportionnelle)       |
| Ministre de l'Environnement Ministre d'État chargé de la Prévention des catastrophes nucléaires | Masaharu Nakagawa | PLD     | Hosoda  | Conseiller    | Tōkyō                              |
| Ministre de la Défense | Itsunori Onodera  | PLD     | Kishida | Représentant  | Miyagi (6e district)               |

#### Chef du secrétariat et du bureau du Cabinet
| fonction                                                                             | Personnalité   | Parti | Faction | Diète        | Circonscription        |
| ------------------------------------------------------------------------------------ | -------------- | ----- | ------- | ------------ | ---------------------- |
| Secrétaire général du Cabinet et chargé de la Réduction du poids des bases d'Okinawa | Yoshihide Suga | PLD   | -       | Représentant | Kanagawa (2e district) |

#### Ministres d'État ne dirigeant pas un ministère
| fonction | Personnalité      | Parti | Faction | Diète        | Circonscription         |
| --- | ----------------- | ----- | ------- | ------------ | ----------------------- |
| Ministre de la Reconstruction également chargé de la planification des Réponses à l'Accident nucléaire de Fukushima | Masayoshi Yoshino | PLD   | Hosoda  | Représentant | Fukushima (5e district) |
| Ministre d'État, président de la Commission nationale de sécurité publique Ministre d'État chargé de la Gestion des catastrophes également chargé de la consolidation du Territoire | Hachirō Okonogi   | PLD   | -       | Représentant | Kanagawa (3e district)  |
| Ministre d'État chargé d'Okinawa et des Territoires du Nord Ministre d'État chargé des affaires des Consommateurs et de la Sécurité alimentaire Ministre d'État chargé de la Politique océanique également chargé des Litiges frontaliers | Tetsuma Esaki     | PLD   | Nikai   | Représentant | Aichi (10e district)    |
| Ministre d'État chargé des mesures contre la Dénatalité Ministre d'État chargé de l'Égalité sociale et des sexes Ministre d'État chargé de la stratégie Cool Japan Ministre d'État chargé de la stratégie de Propriété intellectuelle Ministre d'État chargé de la Politique scientifique et technologique Ministre d'État chargé de la Politique spatiale également chargé du Programme pour atteindre 100 millions d'actifs et de la Politique des TIC | Masaji Matsuyama  | PLD   | Kishida | Conseiller   | Préfecture de Fukuoka   |
| Ministre d'État chargé de la Politique économique et fiscale également chargé de la Reprise économique, de la Révolution du développement humain et de la Réforme globale de la Fiscalité et de la Sécurité sociale | Toshimitsu Motegi | PLD   | Nukaga  | Représentant | Tochigi (5e district)   |
| Ministre d'État chargé de la Création des Régions Ministre d'État chargé de la Réforme réglementaire également chargé de la Promotion des Emplois - Habitants - Bourgs, de la Réforme administrative et du système de Service civil national | Hiroshi Kajiyama  | PLD   | -       | Représentant | Ibaraki (4e district)   |
| Ministre d'État chargé des Jeux olympiques et paralympiques de Tokyo | Shunichi Suzuki   | PLD   | Asō     | Représentant | Iwate (2e district)     |